# Felice Barile
Felice Barile (Vercelli, 1889 – ...) è stato un calciatore italiano, di ruolo difensore.

## Carriera
Esordisce in massima serie nella stagione 1910-1911 con la Pro Vercelli, con cui gioca una partita e vince il campionato; rimane in squadra anche nella stagione 1911-1912, nella quale gioca nuovamente una partita e vince un secondo Scudetto.
A fine stagione viene ceduto al neonato Alessandria, con cui nella stagione 1912-1913 gioca 5 delle 6 partite in programma nel girone piemontese del campionato di Promozione (la seconda divisione dell'epoca), conquistando la promozione in massima serie. Nella stagione successiva gioca invece 2 partite (su 18 totali in programma) in massima serie, sempre con i piemontesi, con cui disputa un'ultima partita di massima serie (la sua quinta in carriera) nella stagione 1914-1915.

## Palmarès

### Club

#### Competizioni nazionali
- Campionato italiano: 2

Pro Vercelli: 1910-1911, Prima Categoria 1911-1912
- Promozione: 1

Alessandria: 1912-1913